# 盧廣仲
盧 廣仲（ルー・グワンチョン、英語名：クラウド・ルー（Crowd Lu）、1985年7月15日 - ）は台湾のシンガーソングライター。

## 経歴

### 活動
2005年
- 大学1年の時に交通事故に遭い、入院中に独学でギターを練習したのが音楽をはじめたきっかけ。入院中は1日8時間ギターを弾き続け、退院後も大学の男子寮で練習していた所、音楽仲間から「自分で作曲してみれば？」と提案され創作をはじめる

- 翌年、所属する淡江大學の歴史ある音楽コンテスト金韶獎 に参加し優勝、審査員として参加していた鍾成虎(タイガー・チュン)（現所属事務所TEAM EAR MUSICの社長）の目にとまり、スカウトされる。

2006年
- 10月、1stシングル「淵明」をリリース。以降、数々の大学の音楽コンテストで受賞し、学園ライブにも多数参加。淡江大学では「独自のスタイルを持つ創作歌手」とデビュー前から既に有名人で、インターネットでも話題沸騰の人気学生歌手となっていった。 

- 12月、後に台湾の代表的な音楽フェスとなる簡單生活節（Simple Life）の第1回に出演。

2007年
- 『早安 晨之美』 『啊！大岩壁』2枚のシングルを発売。
- 7月、大型フェス国際海洋音楽祭に出演し、観客投票で選ばれる「海洋の星」賞を受賞。

2008年
- 5月、1st アルバム「100 種生活」リリース。発売初週、多くのチャートで１位を獲得、一気にブレイクする。
- 8月、初のソロコンサートを台北國際會議中心（TICC）で開催。台湾では新人歌手がいきなり3000人級のホールを埋めるのは異例。

2009年
- 6月、台湾のグラミー賞とも呼ばれる第20屆金曲獎（ゴールデン・メロディ・アワード）で 主要５部門にノミネートされ、最優秀新人賞および最優秀作曲賞を受賞。
- 10月、2nd アルバム「七天」をリリース、香港レコード協会のベストセールス賞を受賞。
- 2枚のアルバムを発売後、クラウド・ルーの人気は台湾にとどまらず、香港、中国、マカオ、シンガポール、マレーシアなど、中華圏全体に広がる。台湾ではマッシュルームカットに黒縁眼鏡、半ズボンといえば盧廣仲というぐらいアイコン化し、テレビ芸人や一般の若者が彼の髪型とファッションを真似する存在となった。 

2010年
- 12月、自身初の台北アリーナで、単独ライブ「Good Morning & Good Evening 小巨蛋演唱會」を開催。（台湾史上、デビュー最速最年少での小巨蛋踏破）

2011年
- 7月、3rd アルバム「慢靈魂(Slow Soul)」をリリース。同月、ライブハウスLegacy taipeiで「慢靈魂 LIVEHOUSE LIVE@Legacy」８回公演を開催。また、上海、北京、シンガポールで同タイトルのライブツアーを行う。

2012年
- 8月、2度目の台北アリーナでのライブ「盧廣仲 燃燒卡洛里 小巨蛋演唱會」を開催。
- 11月、4thアルバム「有吉他的流行歌曲」発売。
- 12月、香港コンベンション・アンド・エキシビション・センターで「燃燒卡洛里香港演唱會」を開催。

2013年
- 1月、ライブハウスLegacy Taipeiにて、兵役前の壮行ライブ「盧廣仲 向樂迷致敬音樂會」を3日間開催。|台湾以外にも香港・中国・シンガポール・日本など海外からも多くのファンがつめかけた。 同年2月より、約1年間の兵役に就く。

2014年
- 2月退役、3月12日シングル「大人中」発売。同29日、3度目の台北アリーナで復帰ライブ「盧廣仲 天然的最好 復出演唱會」を開催。
- 12月、音楽フェス簡單生活節 (Simple Life) に出演。同24日、シングル「天然的最好」発売。

2015年
- 1月、陽明山で野外弾き語りライブ。
- 旧正月を目前に控えた1月28日、「思い立って、台北から歩いて台南に帰ることにした」とFacebookに書き込み。翌日からコンビニで食事をとり神社や友人宅に泊まりながら、315kmの道のりを11日間かけてリュック１つで台湾を単身徒歩縦断した。（この時の旅の様子は、翌年発表の「一定要相信自己」及び「いつも信じて」のミュージックビデオに記録されている）
- 3月・5月「盧廣仲x鍾成虎 Guitar Duo」ライブを開催。6月「添翼2015校園巡迴演唱會」に出演。
- 5月、台北で開催された友人の写真家川島小鳥の写真展「明星」のBGM製作・監修を担当。この年は日本に関連する仕事で多く来日している。(「日本での活動」参照)

- 11月「Clockenflap(香港)」に出演。
- 2015年は作品リリースなし。翌年のアルバム発売後、「実は2014年に兵役から復帰した後、長い創作スランプの期間があった」と告白している。

2016年
- 2月末、ニューアルバムのレコーディングを開始。
- 4月、デビュー当時から行っている学園キャンパスライブ「2016我愛吉他社第六季」で6つの大学・高校を巡演。
- 6月、4年ぶりとなる5thアルバム「What a Folk!!!!!!」を発売。8月、4度目の台北アリーナで「盧廣仲 What a Folk !!!!!! 台北小巨蛋演唱會」を開催。
- 11月、日本で初のソロコンサートを開催。

2017年
- 4～5月、「盧廣仲 Live House 2017走跳春季巡迴」と題し、台中・台東・台北・高雄の4会場で、Rock・Folk・Jazz・Hiphopの4種の異なるテーマ・アレンジのライブハウスツアーを敢行。
- 5月末、テレビドラマ「植劇場-花甲男孩轉大人」が台湾でオンエア。自身初のドラマ出演で主役に抜擢され、「自然な演技」「歌だけでなく演技まで」とメディアで絶賛される。 ドラマ自体もシリーズ枠の最高視聴率を大幅に更新し、 2017上半期のスマッシュヒットとなる。 
- ドラマ出演ともに主題歌とサウンドトラックも担当、主題歌「魚仔 He-R」が大ヒット。多くの芸能人や一般の若者が「魚仔 He-R」をカバー、YOUTUBEやInstagramに弾き語り動画が多数アップされた。また、このドラマにより台湾では新たな層がクラウド・ルーの音楽に注目するようになり、 iTuneのダウンロードランキングでは過去のシングル・アルバムが揃って上位を独占した。
- 6月、アルバム「What a Folk!!!!!!」で第28屆金曲獎（ゴールデン・メロディ・アワード）の「最佳國語男歌手獎」にノミネート。
- 8月、「盧廣仲 2017春季巡迴アンコール LIVE IN TICC」を台北で開催。1公演目の28秒完売を受け急遽追加公演を決定、また1分で完売。10月、南部でも大型コンサートをとの熱い要望を受け「盧廣仲 2017春季巡迴故鄉站 LIVE IN 台南」を開催。これも2公演/約4000席が1分未満で完売。ドラマ出演でファンが急増し「大箱コンサート瞬殺常連アーティスト」となった。
- 9月末、ドラマ「花甲男孩轉大人」の大ヒットを受け、台湾のエミー賞とも呼ばれる第52屆金鐘獎にプレゼンターと主題歌パフォーマンスで出演。
- 12月31日、台北市の年越しライブ「臺北最High新年城」に出演。カウントダウン前の時間帯を特別編成のビッグバンドとダンサーを従えたエンターテイメントショーで飾り「今年の演目内で一番」と話題に。同番組は前年比倍の視聴率を達成、盧廣仲個人の瞬間最高視聴率は3.29を記録。韓国のRain(3.66)に次ぐ2番目の成績となった。

2018年
- 2月、テレビドラマ「花甲男孩轉大人」のスピンオフ映画「花甲大人轉男孩」が台湾で公開。 。映画公開に伴い映画主題歌のニューシングル「幾分之幾」をリリース。
- 6月、シングル「魚仔 He-R」が、台湾のグラミー賞と呼ばれる第29屆金曲獎（ゴールデン・メロディ・アワード）の「最佳作詞人獎」「最佳作曲人獎」「最佳單曲製作人獎」「年度歌曲獎」計４部門にノミネート、「年度歌曲獎（ソングオブザイヤー）」「最佳作曲人獎（最優秀作曲家賞）」の２賞を受賞した。
- 2月末より11月にわたり、「盧廣仲 2018 春季世界巡迴演唱會」と題し、シンガポール、香港、台湾（台北(Rock)・台中(Electronic Hiphop)・高雄(Jazz)の3テーマ）、北米（アメリカ・カナダ８都市９公演）及び東京（11/16、追加公演11/18）を巡るソロライブツアーを敢行。。
- 10月、台湾のエミー賞と称される第53屆金鐘獎（ゴールデン・ベル・アワード）で、ドラマ「植劇場-花甲男孩轉大人」が主要11部門にノミネート、「戲劇節目獎（作品賞）」を含む計4部門を受賞。盧廣仲自身はノミネートされた「新進演員獎（新人賞）」「男主角獎（主演男優賞）」の２部門全てを受賞、金鐘獎史上初の「新人賞と主演男優賞のダブル受賞」を達成。
- 同月、自身5回目となる台北アリーナ公演「盧廣仲 11週年台北小巨蛋演唱會 大人中」の開催を発表。1万人超のチケットがわずか7分で完売、すぐ追加公演を発売するも、これも10分で完売。。その後も追加公演の要望が続いた為、熟慮の末、3公演目の開催が決定した。盧廣仲の過去4回の台北アリーナはいずれも1公演のみであり、台湾で1万人級会場の動員がいきなり3回に増えるのは異例。再追加公演(4/26)は発売日に９割方が終了、当日までにほぼ満席となった。
- 2018年末の台湾年越しイベントでは半年前から各テレビ局の出演交渉が殺到、争奪戦の末、台中の年越しコンサートに出演した。

2019年
- 3月、シングル「愛情怎麼了嗎(Self-complacent)」をリリース。
- 4/26(金)～4/28(日)、自身5回目となる台北アリーナ「盧廣仲 11週年台北小巨蛋演唱會 大人中」３公演を開催。
- 8/10(土)、自身初の高雄アリーナ（高雄巨蛋）でのソロコンサート「大人中 返鄉站 高雄巨蛋演唱會」を開催。。
- 9月より「盧廣仲 2019 世界巡迴」と題したワールドツアーを敢行、オーストラリア、シンガポール、東京 、マカオ、マレーシアを巡演。他にアメリカとヨーロッパでもオファーがあったが、スケジュールの都合からか実現せず。
- 2018年秋に「スケジュールが順調なら、年内にオリジナルとカバーの2枚のアルバムをリリースする予定」と複数インタビューで答えていたが、2019年のインタビューでは「ニューアルバムのリリースは2020年上半期を予定」と言及。
- 10月、東京ミッドタウンで開催のオーデマピゲ『時計以上の何か』展覧会オープニングパーティーに国際的セレブ達に混じりVogue台湾として出席。。
- 11月中旬、サポートメンバーの張瀚中Achino、音楽プロデューサー/ドラマーの米奇林MCKYらを招き、宜蘭山麓のコテージに籠もり10日間のセッション合宿を敢行。 合宿あけ、instagramに「"パパ達"は疲労困憊するまで力を出し尽くし20曲近い"新生児"を生み出した／来年1月に再び編曲合宿を行う」と投稿。
- 11月下旬、香港の音楽フェス「Crockenflap」に出演予定だったが、香港民主化デモと警察の衝突が深刻化した影響でイベントが直前に開催中止となった。

2020年
- 1月、2017年以来３期目となる「盧廣仲 2020 春季巡迴」（台中・高雄・台北 ３都市巡演のライブハウスツアー）の開催を発表。
- この年「新型コロナウイルス感染症（COVID-19）」が東アジアおよび世界全域で発生。防疫対策として台湾では2月中旬からコンサート等のイベントが中止・延期されるようになり「盧廣仲 2020 春季巡迴」も春から冬に延期された。 また、ツアー延期に伴いアルバムのリリース計画も延期に。
- 5月、アメリカの音楽レーベルAudiotreeとTaiwanese Waves共催のストリーミングライブに出演。
- 同月、台湾の同性婚合法化1周年記念コンピレーション「T-POP：No Fear In Love」に参加、セルフカバー「藍寶(Lan Bao) Lately version」を発表。本曲では台湾ジャズ界の青龍と称される曾增譯を起用、ピアノとボーカルのみのミニマルアレンジに仕上げている。
- 同月、台湾大学の人気教授 蔡璧名同教授のオンライン講座《蔡璧名的七堂莊子情感學》に荘子の詞に曲をつけた数曲を書き下ろし、WEB対談「蔡璧名 x 盧廣仲 談一場莊子情感學」に出演した。 。
- 台湾では新型コロナウイルスの国内新規感染者ゼロが約2か月続いたことを受け、6月中旬からイベント規制が段階的に解除された。これを受け7月、野外イベント「2020 VOGUE 風格野餐日」にクラウド・ルーも出演。約半年ぶりの観客の前でのライブパフォーマンスとなった。
- 8月、蔡璧名の書籍「解愛」出版記念イベント「蔡璧名 ✕ 盧廣仲《解愛》講唱會」に出演。
- 同月末、映画《刻在你心底的名字（邦題：君の心に刻んだ名前）》主題歌「刻在我心底的名字」をデジタルリリース。クラウド・ルー主題歌のニュースは公開前から同映画の注目・期待度を高めることに貢献。 また、同曲は台湾のラジオや音楽配信サービスに長期ランクイン、台湾の2020年YOUTUBE人気ランキングトップ3となった。 
- 9月、台湾のテレビアワード 第55屆電視金鐘獎でLulu黃路梓茵とのペアで司会に初挑戦。ミュージカル調のパフォーマンスとギター漫談のようなトークで式典中盤を盛り上げた。
- 10月末、「池上秋收稻穗藝術節」に出演。同イベントは後日TVとYOUTUBEで放送された。
- 11月、台湾のアカデミー賞と称される 第57屆金馬獎（ゴールデン・ホース・アワード）で「刻在我心底的名字」が「最佳原創電影歌曲（最優秀オリジナル映画主題歌賞）」を受賞。 この受賞でクラウド・ルーは「金曲」「金鐘」「金馬」三賞を獲得した台湾史上7人目の「三金」制覇者となった。
- 11月末から12月にかけ、台湾ライブツアー「盧廣仲 2020 春季巡迴」を敢行。当日は金馬獎受賞式典と高雄公演が重なったため、ライブ会場から同時中継で式典に参加。台北の式典会場にいる主演の陳昊森（エドワード・チェン）らと共に主題歌パフォーマンスと受賞スピーチを行った。
- 12月21日（冬至）、「明年(Let Go)」をデジタルリリース。
- クラウド・ルーは2016年以来毎年日本でソロコンサートを開催していたが、2020年はコロナ禍の影響を受け来日が叶わず。代わりに「盧廣仲 2020 春季巡迴」台中公演を日本向けに改めて編集、日本語字幕付きで配信された。
- 2020年末は新竹縣の年越しコンサートにカウントダウン前のトリとして出演した。

2021年（予定含む）
- 3月、台湾フォードの2021年イメージキャラクターに就任。MPV車「フォード トルネオコネクト」とのコラボMVとデジタルシングル「Life Box」を発表。
- 6月、シングル「英雄 Heroes」アコースティックverをデジタルリリース。この曲は台湾で公開予定のアニメ映画『諸葛四郎－英雄的英雄』のオリジナル主題歌だが、台湾は5月に1年半ぶりにコロナウイルス市内感染が発生、厳格なステイホーム対策が取られていたため、MVは自宅でのセルフ撮影となった。
- 9月、５年ぶりのニューアルバム『勵志論(healism)』のリリースを発表、宣伝ビジュアルではトレードマークの黒ぶち眼鏡を外したモードなスタイリングが話題になった。また、アルバムから表題曲「勵志論(C'MON)」含む５曲のミュージックビデオを先行公開、アルバム共通コンセプトは通底しつつ、それぞれ異なる世界観と凝った視覚効果の映像作品に仕上がっている。
- 11月20日、高雄流行音樂中心 Kaohsiung music centerのこけら落とし公演となる「盧廣仲 勵志演說 高流演唱會 CROWD LU C'MON LIVE CONCERT」を開催予定、今回はコンサートの世界同時配信にも挑戦する。会場チケットは発売50秒で完売したが、配信チケットはKKTIXにて販売中。
- 12月8日、通算６枚目のオリジナルアルバム『勵志論(healism)』を正式リリース。

2022年（予定含む）
- 1月、コロナ禍の影響で公開が遅れていた台湾のアニメ映画『諸葛四郎－英雄的英雄』のオリジナル主題歌「英雄 Heroes」劇場版ミュージックビデオを公開。同映画は台湾の春節休みが始まる2022年1月末に公開予定。

### 日本での活動
2012年
- 3月、台北・香港・東京の3都市を巡る「ASIA MUSIC CONNECTION」の東京・香港公演に出演(ギター弾き語り)、これが日本での初ステージとなった。

2013年
- 7月 『スロウソウル（Slow Soul）』発売（『慢靈魂』日本盤）

2014年
- 1月、『僕のギターポップ』発売（『有吉他的流行歌曲』日本盤）
- 4月、「大阪国際音楽フェスティバル2014　ASIAN STARS SUPER LIVE」に一青窈、超新星、防弾少年団とともに出演予定だったが、セウォル号沈没事故の影響で開催２日前に中止が発表される。
- 5月、NHK BS1「ASIA MUSIC NETWORK」にゲスト出演。MCの一青窈とのセッションを披露する。
- 6月、日本観光局の広島観光大使に就任、数日かけて広島、尾道、今治などで撮影取材。また、観光局の全面協力を得てシングル「天然的最好」のミュージックビデオも撮影、作品中に沢山の観光名所が登場している。翌年も台湾の雑誌の企画で来日、四国・中国地方の観光スポットを巡り撮影取材している。

2015年
- 3月、渋谷パルコで行われた友人の写真家 川島小鳥「明星」展のトークイベントのゲストとして来日、ギター弾き語りで数曲を演奏。日本のファンの前では３年ぶりの歌唱パフォーマンスとなった。
- 8月、サマーソニック (東京会場／Garden Stage)、台ワンダフル2015に出演(バンドセット)。

2016年
- 9月、福岡県糸島市の音楽フェスSunset Live2016に出演(バンドセット)。
- 11月、日本での初ワンマンライブ「クラウド・ルー JAPAN TOUR」を東京・大阪の2都市で開催。東京公演は発売開始1時間でソールドアウト。

2017年
- 5月、台湾ライブハウスツアーの同シリーズとして「2017 JAPAN SPRING TOUR –蛍の光–」と題し、2日間で違う趣向の公演を東京で開催。1公演目は発売5分でソールドアウト。

- 8月、「What a Folk!!!!!!」日本盤発売。11日間日本に滞在し、インストアイベント、ラジオ・テレビ・雑誌取材、WEBメディア対談などのプロモーション活動を展開。
- 10月、@FM(FM AICHI)にてレギュラーラジオ番組「Crowd’s Road」を放送(1クール)、併せてツイッター番組アカウントを開設。
- 10月、主演ドラマ「お花畑から来た少年」（原題「花甲男孩轉大人」）がNETFLIXで日本語字幕付きで配信開始。

2018年
- 3月、一青窈デビュー15周年記念音楽祭「一青窈謝音会〜アリガ十五〜」にゲスト出演。
- 来日を機に「Crowd Lu Spring World Tour TOKYO」（11月16日(金)マイナビBLITZ赤坂）の開催を発表、併せて「クラウド・ルー 日本版オフィシャルサイト」を開設 。滞在中にラジオ番組に出演、雑誌やWeb媒体の取材を精力的にこなした。
- 8月、３年ぶり２回目となるサマーソニック2018（東京／Billboad JAPAN Stage ）及び、台湾のミュージックシーンを紹介するイベントTAIWAN BEATSに出演。。TAIWAN BEATSの様子は翌日のNHKテレビ・ラジオの首都圏ニュースで取りあげられ、『台湾のグラミー賞と呼ばれる「金曲奨」でことし最優秀賞を受賞した男性シンガー クラウド・ルーさんは、受賞作のラブソングなどを披露』と紹介された。
- 9月、東海地方では「中津川 THE SOLAR BUDOKAN 2018」、関西では「くるり」が主催する「京都音楽博覧会 in 梅小路公園 2018」にそれぞれ初出演 、SNSではクラウド・ルーの生歌を初めて聴いた観客から沢山の反響があった。
- 11月、マイナビBLITZ赤坂にて「Crowd Lu Spring World Tour TOKYO」を開催。3月のオフィシャル最速先行販売は発売20分で完売、8月サマソニ出演の翌々日に一般発売分もソールドアウト。
- マイナビBlitz赤坂公演のソールドアウト受け、11/18(日) Billboard Live TOKYOにてRock set/Jazz set 2種類のステージを披露する追加公演を開催、両ステージとも満場の大喝采で閉幕した。Billboard Live TOKYOで公演を行うアジア圏の海外アーティストは韓国のBoAに次ぐ2人目。

2019年
- 9月下旬、ワールドツアーの合い間をぬってプロモーション活動のために来日。短い滞在の中でラジオ出演やメディア取材、トークイベントなどを精力的に行った。
- 12月11日(水)、ワールドツアーの一環として「Crowd Lu 2019 World Tour Tokyo」を渋谷TSUTAYA O-EASTで開催した。クラウド・ルーの日本でのソロコンサート開催は2016年から連続4年目になる。

#### 2020年
- クラウド・ルーは2016年以降毎年日本でコンサートやプロモーション活動を行っていたが、2020年はコロナ禍の影響で来日が叶わず。代わりに12月、台湾のスプリング・ツアー台中公演を日本向けに改めて編集、MC字幕付きでストリーミング配信された。

## 音楽作品

### 代表曲
- 早安晨之美（2007）MV
- 我愛你（2008）MV
- 好想要揮霍（2008）MV
- OH YEAH!!!（2009）MV
- 再見勾勾（2009）MV
- 不想去遠方（2011）MV
- 有吉他的流行歌曲（2012）MV
- 大人中（2014）MV
- 魚仔 He-R（2017）MV
- いつも信じて(2017) ※日本語曲　MV
- 幾分之幾(You complete me)（2018）日本語訳詞付きMV
- 刻在我心底的名字(Your Name Engraved Herein) （2020）映画トレーラーMV

### シングル
- 『淵明』，2006年10月
- 『啊！大岩壁』，2007年8月24日
- 『早安 晨之美』，2007年4月13日
- 『四菓冰』，2010年8月16日 ※マキシシングル
- 『只有夜來香』，2012年8月13日
- 『大人中』，2014年3月12日
- 『天然的最好』，2014年12月24日
- 『二十四小時柒天』，2017年1月26日 ※デジタル配信のみ
- 『魚仔 He-R』，2017年5月26日
- 『有你不一樣』，2017年10月17日 ※デジタル配信のみ
- 『幾分之幾』，2018年3月14日
- 『敢傻 就是我的本事 (Dare to BE YOU)』MV※デジタル配信のみ、黑松沙士2018年度主題曲
- 『愛情怎麼了嗎』，2019年3月14日　MV
- 『Fly Now！敢傻就飛！』，2019年7月3日 MV ※デジタル配信のみ、黑松沙士2019年度主題曲
- 『藍寶(Lan Bao) Lately version』，2020年5月24日  ※コンピレーションアルバム「T-POP：No Fear In Love」収録 
- 『刻在我心底的名字 (Your Name Engraved Herein)」，2020年8月25日 ※デジタル配信のみ、映画《刻在你心底的名字》主題歌 映画トレーラーMV
- 『明年(Let Go)』，2020年12月21日 ※デジタル配信のみ 
- 『Life Box』MV ※デジタル配信のみ、2021年度台湾フォード「THE ALL-NEW FORD 旅玩家」主題曲
- 『英雄(Heroes)』 MV，2021年6月25日 ※デジタル配信のみ、アニメ映画《諸葛四郎－英雄的英雄》主題歌
- 『勵志論(C'MON)』 MV，2021年9月24日　※アルバム《勵志論》より先行配信

### アルバム
- 『100種生活』，2008年5月27日
- 『七天』，2009年10月30日
- 『慢靈魂』，2011年7月15日
- 『有吉他的流行歌曲』，2012年11月20日
- 『What a Folk!!!!!』，2016年6月7日
- 『勵志論』，2021年12月8日

### その他オリジナル作品
ライブアルバム
- 『盧廣仲LIVE IN TICC首場演唱會紀念專輯』2009年5月1日
- 『Good Morning & Good Evening 小巨蛋演唱會 (Live)』 2012年2月3日 ※デジタルリリースのみ
- 『盧廣仲 11週年 大人中演唱會 LIVE』 2019年12月25日 ※デジタルリリースのみ

映像作品
- 『革命前夕的錄音日記+』 2009年12月30日 ※ドキュメンタリー
- 『Good Morning & Good Evening 小巨蛋演唱會』2012年2月3日
- 『盧廣仲 11週年 大人中演唱會 LIVE』2019年12月25日

オリジナルサウンドトラック
- 『花甲男孩轉大人 盧廣仲全創作原聲帶』 2017年9月15日

### 楽曲提供
- 郭采潔《不說再見》作曲，アルバム「煙火」収録 2010年6月9日
- 車婉婉《一加一》作曲 2014年2月13日
- 張信哲 《嘆息書》作曲，アルバム「還愛」収録 2015年2月11日
- 海裕芬 《咕咾小姐》作曲＆プロデュース，デジタルリリースのみ 2017年6月4日
- Lulu黃路梓茵《巴豆痛》作曲＆プロデュース，デジタルリリースのみ 2019年8月9日
- 滴妹《每一個我》作曲＆プロデュース，デジタルリリースのみ 2020年3月14日

### 他アーティスト作品への参加
- 梁靜茹《不是我不明白》ボーカル参加，アルバム「親親」収録 2006年10月6日
- 盧凱彤《玫瑰木》ボーカル参加，アルバム「你安安靜靜地躲起來」収録 2012年11月15日
- 陶喆《逗陣兄弟》ボーカル参加，アルバム「再見你好嗎」収録 2013年6月11日
- 陶喆《那個女孩》ボーカル参加，アルバム「再見你好嗎」収録 2013年6月11日
- 葛仲珊《秘密》ボーカル参加，アルバム「XXXIII」収録 2014年12月31日

### 日本でのリリース

#### アルバム
- 『スロウソウル（Slow Soul）』 2013年7月3日 ※『慢靈魂』日本盤
- 『僕のギター・ポップ』 2017年1月29日 ※『有吉他的流行歌曲』日本盤
- 『What a Folk!!!!!!』日本盤 2017年8月23日

#### 楽曲提供
- 一青窈 『勝負!!!』作曲，アルバム「私重奏」に収録（2014年）

## 出演作品

### 映画
- 2014年《愛情無全順》オタク男子学生役（カメオ出演、ほぼ本人そのままのキャラクター）
- 2016年《只要我長大》バックパッカー役（カメオ出演、ほぼ本人そのままのキャラクター）
- 2018年《花甲大人轉男孩》鄭花甲／鄭爽／(未公開)　(主役、一人三役)

### テレビドラマ
- 2017年台視《植劇場-花甲男孩轉大人》 鄭花甲/鄭爽（二役）
- 2019年三立電視《月村歡迎你》郭學福（ゲスト出演）

### アニメーション（声優）
- 2014年《大英雄天團》：杯麵（ベイマックス ※台湾版吹き替え担当）

 盧廣仲 中国語Wikipedia, Wikipedia

## コンサート・イベント出演

### 華語圈（主な単独コンサート）
| 開催日                    | コンサートタイトル                                      | 開催地・会場                                                                            |
| ------------------------- | ------------------------------------------------------- | --------------------------------------------------------------------------------------- |
| 2008年8月23日             | 首場個人演唱會                                          | TICC臺北國際會議中心                                                                    |
| 2009年3月14日             | 盧廣仲100種生活演唱會                                   | 香港Star Hall                                                                           |
| 2009年12月                | 2009盧廣仲OH YEAH!!!全台巡迴演唱會                      | 台中・台南・台北３会場                                                                  |
| 2010年2月20-21日          | 2010盧廣仲OH YEAH!!!香港演唱會                          | 香港Star Hall                                                                           |
| 2010年12月18日            | 《Good Morning & Good Evening》盧廣仲台北小巨蛋演唱會   | 台北小巨蛋                                                                              |
| 2011年6月1日              | 2011盧廣仲香港演唱會                                    | 紅磡體育館                                                                              |
| 2011年7月2日              | 2011盧廣仲上海演唱會                                    | 上海盧灣體育館                                                                          |
| 2011年7-8月               | 慢靈魂 LIVEHOUSE LIVE @Legacy                           | Legacy taipei（8days）                                                                  |
| 2011年10月22日            | 2011盧廣仲北京演唱會                                    | 北京工人體育館                                                                          |
| 2011年11月19日            | 《慢靈魂》生活概念演唱會                                | シンガポール Grand Theater at Marina Bay Sands                                          |
| 2012年8月4日              | 盧廣仲《燃燒卡洛里》小巨蛋演唱會                        | 台北小巨蛋                                                                              |
| 2012年12月15日            | 盧廣仲《燃燒卡洛里》香港演唱會                          | 香港會議展覽中心                                                                        |
| 2013年1月                 | 盧廣仲《有吉他的流行歌曲》音樂會                        | 中國 廣州・廈門                                                                         |
| 2013年1月14-16            | 盧廣仲《有吉他的流行歌曲》向樂迷致敬音樂會              | Legacy Taipei                                                                           |
| 2014年3月29日             | 盧廣仲《天然的最好》復出演唱會                          | 台北小巨蛋                                                                              |
| 2014年10月                | 2014 盧廣仲 大人中 mini concert                         | 台北・台中・台南・台北                                                                  |
| 2015年1月4日              | 盧廣仲《天然的最好》陽明山演唱會                        | 陽明山衛理福音園                                                                        |
| 2015年3月/5月             | 盧廣仲X鍾成虎 Guitar Duo                                | 西門河岸/Legacy taipei                                                                  |
| 2016年4月10日             | 《2016我愛吉他社第六季》                                | 台北・新竹・台中・香港・台南(大学キャンパス)                                            |
| 2016年8月6日              | 盧廣仲《What a Folk !!!!!!》台北小巨蛋演唱會            | 台北小巨蛋                                                                              |
| 2017年4月22日             | 盧廣仲 Live House 2017 走跳春季巡迴                     | 台中・台東・台北・高雄４会場                                                            |
| 2017年8月19-20日          | 盧廣仲 2017 春季巡迴 安可場 LIVE IN TICC                | TICC臺北國際會議中心                                                                    |
| 2017年10月13-14日         | 盧廣仲 2017 春季巡迴故鄉站 LIVE IN 台南                 | 台南文化中心                                                                            |
| 2018年2月23日             | 盧廣仲 2018 春季世界巡迴演唱會                          | シンガポール Esplanade Theatres on the Bay                                              |
| 2018年3月31日-4月1日      | 盧廣仲 2018 春季世界巡迴演唱會                          | 香港 Star Hall                                                                          |
| 2018年4/14,5/26,6/2       | 盧廣仲 2018 春季巡迴演唱會（台湾）                      | 台北Legacy,台中TADA方舟,高雄 Live Warehouse                                             |
| 2018年10/29-11/9          | 盧廣仲 2018 春季巡迴演唱會 北米站                       | Toronto,Philadelphia,Boston,New York(2days),Vancouver,Seattle,San Francisco,Los Angeles |
| 2018年11月16日            | 盧廣仲 2018 春季世界巡迴演唱會                          | 東京 マイナビBLITZ赤坂                                                                  |
| 2018年11月18日            | 盧廣仲 2018 春季世界巡迴演唱會(追加公演)                | Billboard Live TOKYO (2stage)                                                           |
| 2019年4月26-28日          | 盧廣仲 11週年 台北小巨蛋演唱會 大人中                   | 台北小巨蛋                                                                              |
| 2019年8月10日             | 盧廣仲 11週年 大人中 返鄉站 高雄巨蛋演唱會              | 高雄巨蛋                                                                                |
| 2019年9月13-14日          | 盧廣仲 2019 世界巡迴 Crowd Lu 2019 World Tour Australia | Max Watt's Sydney, Max Watt's Melbourne                                                 |
| 2019年10月5日             | 盧廣仲 2019 世界巡迴 Crowd Lu 2019 World Tour Singapore | Esplanade Theatre（濱海藝術中心）                                                       |
| 2019年12月11日            | Crowd Lu 2019 World Tour Tokyo                          | 渋谷 TSUTAYA O-EAST                                                                     |
| 2019年12月28日            | 盧廣仲 2019 世界巡迴 Crowd Lu 2019 World Tour Macao     | Broadway Theater                                                                        |
| 2020年1月4日              | 盧廣仲 2019 世界巡迴 Crowd Lu 2019 World Tour Malaysia  | Malawati Indoor Stadium Shah Alam                                                       |
| 2020年 11/21,11/28,12/4-5 | 盧廣仲 2020 春季巡迴（台湾）                            | 高雄Live Warehouse・台中Legacy・台北Legacy(2days)                                       |
| 2021年11月20日(予定)      | 盧廣仲 勵志演說 高流演唱會 CROWD LU C'MON LIVE CONCERT  | Kaohsiung Music Center（高雄音樂中心）                                                  |

 盧廣仲 中国語Wikipedia, Wikipedia

### 日本
| 開催日                      | コンサートタイトル                                   | 開催地・会場                    |
| --------------------------- | ---------------------------------------------------- | ------------------------------- |
| 2012年3月11日               | Asia Music Connection2012 東京公演                   | TOKYO DORM CITY HALL            |
| 2015年3月４日               | 川島小鳥「明星」展 トークイベント                    | 渋谷PARCO                       |
| 2015年8月14日               | 台ワンダフル2015                                     | 恵比寿Liquidroom                |
| 2015年8月15日               | SUMMER SONIC 2015 (東京)                             | ガーデンステージ                |
| 2016年９月３日              | Sunset Live 2016                                     | 糸島市芥屋海水浴場 森のステージ |
| 2016年11月11日              | クラウド・ルー Japan Tour 東京公演                   | 東京原宿ASTRO HALL              |
| 2016年11月12日              | クラウド・ルー Japan Tour 大阪公演                   | 大阪心斎橋SOMA                  |
| 2017年5月18日               | 2017 JAPAN SPRING TOUR 蛍の光 (流星編)               | 渋谷O-Crest                     |
| 2017年5月19日               | 2017 JAPAN SPRING TOUR 蛍の光 (銀河編)               | 渋谷 WWW X                      |
| 2017年8月26日               | 「What a Folk!!!!!!」日本盤発売記念 インストアライブ | Tower Records 新宿店            |
| 2017年8月28日               | 「What a Folk!!!!!!」日本盤発売記念 インストアライブ | HMV record shop shibuya         |
| 2017年9月3日                | 台日クリエイター・トークセッション                   | 虎ノ門 台湾文化センター         |
| 2018年3月21日               | 一青窈謝音会〜アリガ十五〜 (ゲスト出演)              | 東京国際フォーラム ホールC      |
| 2018年8月18日               | SUMMER SONIC 2018 (東京)                             | Billboard JAPAN Stage           |
| 2018年8月20日               | Taiwan Beats 2018                                    | 東京 渋谷WWW-X                  |
| 2018年9月22日               | 中津川 THE SOLAR BUDOKAN 2018                        | 岐阜県 中津川公園内特設ステージ |
| 2018年9月23日               | 京都音楽博覧会 in 梅小路公園 2018                    | 京都 梅小路公園芝生広場         |
| 2018年11月16日              | 2018 Crowd Lu Spring World Tour TOKYO                | 東京 マイナビBLITZ赤坂          |
| 2018年11月18日              | 2018 Crowd Lu Spring World Tour TOKYO(追加公演)      | Billboard Live TOKYO (2stage)   |
| 2019年9月21日               | SPECIAL TALKイベント in 東京                         | BACKSTAGE CAFE                  |
| 2019年12月11日              | Crowd Lu 2019 World Tour Tokyo                       | 渋谷 TSUTAYA O-EAST             |
| 2020年12月25日∼2021年1月3日 | CROWD LU 2020 SPRING TOUR ※配信ライブ                | LIVE LOVERS                     |

## メディア出演(日本のみ)

### テレビ
| 放送日          | 時間     | 放送局     | 番組名／内容                | 備考                                                    |
| --------------- | -------- | ---------- | --------------------------- | ------------------------------------------------------- |
| 2012年          |          | MTV Japan  | Asia Music Connection       | イベント出演部分ダイジェスト                            |
| 2014年5月25日他 | 14:25~他 | NHK BS1 他 | Asia Music Network          | 一青窈と「歐拉拉呼呼」をセッション                      |
| 2015年9月24日   |          | WOWOW      | SUMMER SONIC 2015           | イベント出演部分ダイジェスト                            |
| 2017年11月7日   | 0:55~    | メ～テレ   | BOMBER★E                    | コメント出演                                            |
| 2018年5/20,6/29 | 20:00~他 | WOWOW      | 一青窈 謝音会～アリガ十五～ | 一青窈との「もらい泣き」「勝負!!!」コラボ含む４曲を披露 |

### ラジオ
| 放送日              | 時間         | 放送局                | 番組名／内容                  | 備考                                                                  |
| ------------------- | ------------ | --------------------- | ----------------------------- | --------------------------------------------------------------------- |
| 2017年8月29日       | 9:00-11:00   | Inter FM              | Tokyo Brilliantrips           | スタジオ生演奏（Wedding Ring）                                        |
| 2017年8月29日       | 23:00-24:00  | NHK-FM                | くるり電波                    |                                                                       |
| 2017年8月31日       | 20:00-20:55  | TOKYO FM              | FESTIVAL OUT                  | スタジオ生演奏（いつも信じて）                                        |
| 2017年9月1日        | 6:30-11:30   | J-WAVE                | TOKYO UNITED                  | ラストソング決定戦でMichael Jackson「Man In The Mirror」を生演奏      |
| 2017年9月5日        | 10:35～      | ZIP FM77.8            | PEACHY                        | スタジオ生演奏（Happy Chakra）                                        |
| 2017年9月5日        | 20:00-21:15  | TOKYO FM              | TOKYO FM WORLD                |                                                                       |
| 2017年9月6日        | 12:00-13：00 | FM802                 | FLiPLiPS                      | スタジオ生演奏（早安,晨之美）                                         |
| 2017年9月6日        | 11:30-13:00  | @FM                   | muse beat                     |                                                                       |
| 2017年9月7日        | 12:30～      | J-WAVE                | STEP ONE                      |                                                                       |
| 2017年9月7日        | 19:00-21:00  | FM802                 | BEAT EXPO                     | スタジオ生演奏（藍寶Rainbow）                                         |
| 2017年9月8日        | 7:30-11:00   | KISS FM               | 4 SEASONS                     |                                                                       |
| 2017年9月10日       | 各局に準ずる | JFN系FM14局           | 武部聡志のSESSIONS            |                                                                       |
| 2017年9月16日       | 18:00-21:00  | FM802                 | MAGIC NUMBER 802              |                                                                       |
| 2017年10月5日       | 25:30-26:00  | @FM(FMAICHI)          | Crowd’s Road                  | ※毎週木曜レギュラー出演                                               |
| 2017年10月8日       | 21:30-22:00  | Date fm               | Asian Breeze                  |                                                                       |
| 2017年10月15日      | 21:30-22:00  | Date fm               | Asian Breeze                  |                                                                       |
| 2017年10月28日      | 27:00-27:30  | 東海ラジオ            | 上からも下からもねね！        |                                                                       |
| 2018年3月19日       | 8:35～出演   | J-WAVE                | TOKYO MORNING RADIO           | スタジオ生演奏(OH YEAH!!!)                                            |
| 2018年3月20日       | 10:35～出演  | FMヨコハマ            | Lovely Day♡                   | スタジオ生演奏(一百種生活)                                            |
| 2018年3月21日       | 20:10-21:30  | TOKYO FM              | TOKYO FM WORLD                | スタジオ生演奏(幾分之幾)                                              |
| 2018年3月26日       | 09:00-12:00  | ZIP-FM                | PEACHY.                       | コメント出演                                                          |
| 2018年3月30日       | 各局に準ずる | JFN系6局              | 楽楽台湾                      | 一青窈と対談                                                          |
| 2018年3月31日       | 22:00～      | InterFM897            | Love On Music                 | 佐藤タイジとスタジオセッション                                        |
| 2018年4月1日        | 8:00-9:00    | LOVE FM               | 日中直行便                    | 中国語電話インタビュー                                                |
| 2018年4月4日        | 13:00-16:00  | @FM                   | Radio Freaks                  | コメント出演                                                          |
| 2018年4月7,8日      | 各局に準ずる | @FM, DateFM           | ASIAN BREEZE                  | 一青窈と対談                                                          |
| 2018年10月8日       | 21:00-22:00  | FM京都α-station       | FRAG RADIO                    | 月曜くるり枠：京都音博出演者インタビュー                              |
| 2018年10月28日      | 21:00-22:00  | FM京都α-station       | IMAGINARY LINE                | 京都音博出演者インタビュー（聞き手：音楽評論家 岡村詩野）             |
| 2019年9月19日       | 15:00-16:00  | J-WAVE                | GOOD NEIGHBORS                | スタジオ生演奏(SLOW SOUL)                                             |
| 2019年9月20日       | 19:00-20:00  | TBSラジオ             | アフター6 ジャンクション      | LIVE&DIRECT （我愛你、破氣球、幾分之幾(You complete me)、OH YEAH!!!） |
| 2019年9月27日       | 22:00-23:30  | BSCラジオ             | TRill MUsic                   | インタビュー(コメント出演)                                            |
| 2019年10月8日       | 21:00-22:00  | FM COCOLO             | COCOLO Earth Colors -CHINESE- | コメント出演                                                          |
| 2019年10月13日      | 8:00-9:00    | LOVE FM               | HOT CHINA XIN世界             | 電話インタビュー                                                      |
| 2019年10月16日      | 21:00-22:00  | NHKR1                 | 古家正亨のPOP★A               | インタビュー、スタジオライブ（明仔載 Hope one day）                   |
| 2019年10月23日      | 10:15頃～    | 広島FM                | GOODJOG＋                     | 電話インタビュー                                                      |
| 2019年10月25日      | 24:00-24:30  | J-WAVE                | RINREI MUSIX ASIA             | インタビュー                                                          |
| 2019年10月26日      | 11:30-12:00  | FM NORTH WAVE         | 美麗！(メイリー)台湾          | インタビュー                                                          |
| 2019年10月27日,28日 | 各局に準ずる | @FM,DATE FM           | Asian Breeze                  | コメント出演                                                          |
| 2019年11月5日       |              | Spotify Japan         | オフィシャルtwitter           | コメント動画                                                          |
| 2019年11月5日       |              | Yahoo!JAPAN           | 映像トピックス                | コメント動画                                                          |
| 2019年11月6日       |              | Rakuten LIVE          | MusicPARADE                   | コメント出演                                                          |
| 2019年11月23日~25日 | 各局に準ずる | @FM,DATE FM,BSCラジオ | Asian Breeze                  | SPICE さかいゆうxクラウド・ルー対談                                   |
| 2019年11月26日      | 12:30～      | J-WAVE                | STEP ONE                      | コメント出演                                                          |

## 出版物

### 書籍
- 『我是盧廣仲 耶：100種熱血生活週記』2012年2月3日

### 雑誌（日本のみ）
| 発売日         | 雑誌名                             | 出版社                       |
| -------------- | ---------------------------------- | ---------------------------- |
| 2017年9月11日  | 「コンフィデンス」9/11号           | オリコン・エンタテインメント |
| 2017年10月3日  | 「東京人」11月号                   | 都市出版                     |
| 2017年10月5日  | 「韓流旋風」11月号                 | コスミック出版               |
| 2017年10月5日  | 「台湾エンタメパラダイス」Vol.19号 | キネマ旬報社                 |
| 2017年10月20日 | 「ミュージック・マガジン」11月号   | ミュージック・マガジン社     |
| 2017年10月20日 | 「CDジャーナル」11月号             | 音楽出版社                   |
| 2018年4月26日  | 「台湾エンタメパラダイス」Vol.20号 | キネマ旬報社                 |
| 2019年8月28日  | 「華流日和」                       | コスミック出版               |
| 2019年12月5日  | 「韓流旋風」vol.88(2020年1月号)    | コスミック出版               |

### WEB媒体（日本のみ）
| 発売日         | 記事タイトル | 掲載サイト                              |
| -------------- | --- | --------------------------------------- |
| 2017年8月11日  | やさしい歌声とギターに癒される！台湾の個性派シンガー、クラウド・ルーって知ってる？                                                                   | LEEチャンネル                           |
| 2017年9月11日  | 一青窈 × クラウド・ルー、日台仲良し対談 | KKBOX                                   |
| 2017年9月15日  | シンリズム×クラウド・ルー スペシャル対談 [前編] | EMTG MUSIC                              |
| 2017年9月22日  | シンリズム×クラウド・ルー スペシャル対談 [後編] | EMTG MUSIC                              |
| 2017年9月22日  | 台湾と日本を代表する才能ふたり｜クラウド・ルーと川島小鳥の秘話だらけ対談                                                                             | クーリエジャポン                        |
| 2017年9月22日  | 台湾の「国民の初孫」！？大人気シンガー・ソングライターのクラウド・ルーにインタビュー                                                                 | SPICE                                   |
| 2017年9月24日  | 日本でのカバーや共演を熱望する台湾の国民的スター、クラウド･ルー                                                                                      | ORICON NEWS                             |
| 2018年3月22日  | 一青窈１５周年記念コンサートにクラウド・ルーがゲスト出演                                                                                             | 台湾新聞                                |
| 2018年3月22日  | 一青窈のデビュー15周年音楽祭『一青窈謝音会～アリガ十五～』オフィシャルレポ                                                                           | SPICE                                   |
| 2018年4月1日   | 盧廣仲（クラウド・ルー）インタビュー in 東京！ | アジアンパラダイス                      |
| 2018年4月3日   | 盧廣仲、「What a Folk!!!!!!」「やっぱり自然なものが一番」                                                                                            | J-CAST タケ×モリの「誰も知らないJ-POP」 |
| 2018年5月30日  | 「台湾で抜群の人気を誇るクラウド・ルー（盧廣仲）さんに聞く、旅と音楽の話」                                                                           | WEBマガジン haconiwa                    |
| 2018年6月2日   | 「クラウド・ルー 台湾の「フォーク」を示す」インタビュー：音楽評論家・田家秀樹                                                                        | 毎日新聞WEB らっこ・アーティスト        |
| 2018年6月6日   | 交通事故が転機に?!クラウド・ルー盧廣仲にＱ＆Ａ | 台湾新聞                                |
| 2018年9月25日  | くるり、観客と共に作り上げた12回目の京都音博 ライブレポートが到着                                                                                    | Billboard JAPAN                         |
| 2018年9月26日  | 「川島小鳥×クラウド・ルー対談 台湾の魅力は「人」にある」                                                                                             | CINRA.NET                               |
| 2018年10月11日 | クラウド・ルー来日記念特集～台湾の国民的スター来日を機に紐解く、台湾ポップスシーンの歴史と今                                                         | Billboard JAPAN 特別寄稿（関谷元子）    |
| 2018年11月22日 | 【ライブレポート】クラウド・ルー、＜春季世界巡迴 TOKYO＞が大盛況「春風のようにいつも穏やかで」                                                       | BARKS,Yahoo!ニュース、SPICE他           |
| 2018年11月23日 | クラウド・ルー、2ステージ異なるテーマで披露されたクラブ公演が終了 ファンファン（くるり）もゲスト参加しツアー・ファイナルにふさわしい舞台に           | Billboard JAPAN                         |
| 2019年10月9日  | 台湾で絶大な人気を誇る盧廣仲（クラウド・ルー）デビュー11周年特別インタビュー！台湾の「国民の初孫」から、大人の雰囲気溢れるシンガー・ソングライターへ | Howto Taiwan                            |
| 2019年10月21日 | クラウド・ルーインタビュー 日本の木々・台湾の宴・音と心の共鳴                                                                                        | JapaHolic                               |
| 2019年10月25日 | 盧廣仲（クラウド・ルー）インタビュー2019 in 東京！                                                                                                   | アジアンパラダイス                      |
| 2019年11月9日  | 盧廣仲（クラウド・ルー）インタビュー（前後編） | おきらく台湾研究所                      |
| 2019年11月12日 | 台湾から世界へ！癒し系ギターポップを奏でるクラウド・ルーさん、インタビュー                                                                           | LEE Web                                 |
| 2019年11月20日 | さかいゆう × クラウド・ルー 近い嗜好とルーツで共鳴する日台シンガー・ソングライター対談が実現                                                         | SPICE                                   |
| 2019年11月30日 | 台湾の人気シンガーソングライター クラウド・ルーさんの〝とっておき台北グルメ〟                                                                        | Oggi Web                                |
| 2019年12月6日  | クラウド・ルーが語る音楽の力「一つのことを1年かけて話すのと、10年話し続けるのでは説得力が違う」                                                      | Rolling Stone Japan                     |
| 2019年12月12日 | 盧廣仲東京開唱 歌迷高呼我愛你 | 台湾新聞                                |
| 2019年12月21日 | Crowd Lu 2019 World Tour Tokyo クラウド・ルー 2019 ワールド・ツアー・東京レポ                                                                        | 台北ナビ                                |
| 2019年12月24日 | 【ライブレポート】クラウド・ルー、来日公演で「人を愛する人は自由になる」                                                                             | BARKS                                   |
| 2019年12月24日 | クラウド・ルーのワールドツアー東京公演の公式レポート到着 ニューアルバムの“リリース宣言”も                                                            | SPICE                                   |
| 2020年2月      | Fender Japan Why We Play vol.17 クラウド・ルーインタビュー(前後編)                                                                                   | Fender Japan                            |
| 2020年5月3日   | Fender「FENDER WORKING MUSIC MIX Vol.1(野村義男／すぅ（SILENT SIREN）／クラウド・ルー)                                                               | Fender Japan                            |

## 主な受賞歴

### 音楽項目
2004年
- 第十九屆淡江大學金韶獎 「獨唱組冠軍」 受賞
- 　　　　　　〃　　　　 「最佳創作」 受賞
- 　　　　　　〃　　　　 「最佳編曲」 受賞

2005年
- 第二十二屆政大金旋獎 「最佳人氣獎」 受賞
- 　　　　　〃　　　　 「創作組冠軍」 受賞

2007年
- 第八屆貢寮國際海洋音樂祭 「海洋之星獎」 受賞
- Hito「年度十二大新人」第二位 受賞

2008年
- Hito「2007年度網路影音人氣獎」 受賞
- 中華人音樂協會「2007年十大單曲」 受賞 （シングル『早安,晨之美』）

2009年
- 第20屆金曲獎 「最佳新人獎」 受賞 （アルバム『100種生活』）
- 　　　〃　 　「最佳作曲人獎」 受賞 （楽曲『100種生活』）

2013年
- 第24屆金曲獎 「最佳音樂錄影帶獎」 ノミネート （アルバム『有吉他的流行歌曲』《歐拉拉呼呼》MV）

2017年
- 第28屆金曲獎 「最佳國語男歌手獎」 ノミネート （アルバム『What a Folk !!!!!!』）

 盧廣仲 中国語Wikipedia, Wikipedia
2018年
- 第29屆金曲獎「年度歌曲獎」 受賞 （シングル『魚仔 He‐R』）
- 　　　〃　　 「最佳作曲人獎」 受賞 （シングル『魚仔 He-R』）
- 　　　〃　　 「最佳作詞人獎」 ノミネート （シングル『魚仔 He-R』）
- 　　　〃　　 「最佳單曲製作人獎」 ノミネート （シングル『魚仔 He-R』）

2020年
- 第57屆金馬獎「最佳原創電影歌曲」 受賞 （シングル『刻在我心底的名字』／映画《刻在你心底的名字》主題歌）

2021年
- 第32屆金曲獎「年度歌曲獎」 受賞 （シングル『刻在我心底的名字』／映画《刻在你心底的名字》主題歌）

### テレビドラマ
2018年
- 第53屆金鐘獎 「戲劇節目新進演員獎」（植劇場－花甲男孩轉大人「鄭花甲」役）
- 　　　〃　　 「戲劇節目男主角獎」（植劇場－花甲男孩轉大人「鄭花甲」役）